# MEMRI
MEMRI (англ. Middle East Media Research Institute — «Институт по исследованию медиа Ближнего Востока») — международная некоммерческая организация, занимающаяся мониторингом ближневосточных, азиатских и российских СМИ, переводом и публикацией материалов из них на английском и других языках. Штаб-квартира организации находится в Вашингтоне (США), а филиалы — в различных столицах мира.

## Руководство и лидеры
Основана в 1998 году Игалем Кармоном, ранее служившим в израильской военной разведке АМАН, дойдя до должности полковника (1968—1988); исполняющим обязанности главы гражданской администрации в Иудее и Самарии и советника по арабским делам региона (1977—1982); советником по борьбе с терроризмом премьер-министров Ицхака Шамира и Ицхака Рабина (1988—1993); делегатом на мирных переговорах между Израилем и Сирией в Мадриде и Вашингтоне (1991—1992).

## Финансирование
MEMRI зарегистрирован как некоммерческая организация и существует за счёт частных пожертвований, поступающих, в том числе, из разнообразных фондов. Согласно законодательству США, данные пожертвования считаются благотворительными и не облагаются налогом. По данным на 2018 год, поступления организации составили около 6,3 млн долларов.

## Деятельность
Основными темами, которыми занимается MEMRI, являются:
- исследования джихада и терроризма;
- США и Ближний Восток;
- реформы в арабском и мусульманском мире;
- арабо-израильский конфликт;
- межарабские отношения;
- экономические исследования;
- проект по документированию антисемитизма;
- проект по мониторингу исламистских сайтов.

12 октября 2023 года институт объявил об открытии Центра документации зверств ХАМАС — хранилища видеороликов и фотографий самой страшной резни евреев со времен Холокоста, произошедшей пятью днями ранее при вторжении в Израиль из сектора Газа.

## Аудитория
Материалы MEMRI регулярно печатаются и цитируются такими ведущими СМИ, как CNN, FOX, CBC, New York Times, Washington Post, Sunday Times, Guardian, авторами книг по исламистскому экстремизму и многими другими.
Согласно данным SimilarWeb, с февраля по апрель 2018 года было отмечено 724 349 посещений сайта memri.org, из них — 29,94 % из США, 7,82 % — Израиля, 6,43 % — Великобритании, 4,06 % — Германии, 3,77 % — Франции, и других стран.

## Оценки
Американский журналист, трёхкратный лауреат Пулитцеровской премии Томас Фридман положительно оценил деятельность MEMRI в борьбе против идеологий ненависти. The Jerusalem Post отметила «почти ошеломляющее богатство и разнообразие материалов», представленных на сайте института, а также огромное влияние, оказанное им за первое десятилетие его существования. По выражению издания, «MEMRI почти можно квалифицировать как разведывательную организацию, учитывая её успехи в мониторинге террористических организаций и их деятельности, а также сопротивления им и инакомыслия в группах населения, в которых действуют террористы».
Немецкий исследователь Ширин Фатхи охарактеризовала повестку MEMRI как произраильскую и прозападную в консервативном смысле. Отмечая редко оспариваемую точность и полезность переводов MEMRI, она критически отнеслась к целям института, назвав его «инструментом для связей с общественностью, лоббирования и разработки политики», при этом признавая за ним «самый высокий профессиональный стандарт». Критики отмечали, что изначально одной из целей организации, согласно её веб-сайту, было указание на «важность сионизма для Израиля и еврейского народа» (в 2000 году эта цель была удалена с её сайта); по мнению критиков, этот факт указывает на изначальную предвзятость.
Институт изредка подвергался критике за неточности в переводах отдельных материалов. Издания левой направленности (The Guardian, The Nation) обвиняли MEMRI в публикации экстремистских материалов из арабской и иранской прессы и игнорирование экстремистских материалов на иврите, что, по мнению критиков, представляет арабский и исламский мир в чёрном свете, продвигая тем самым интересы Израиля.